# Belocephalus micanopy
Belocephalus micanopy är en insektsart som beskrevs av Davis, W.T. 1914. Belocephalus micanopy ingår i släktet Belocephalus och familjen vårtbitare. IUCN kategoriserar arten globalt som sårbar. Inga underarter finns listade i Catalogue of Life.